# Lago salado de Limasol
Lago salado de Limasol (también conocido como Lago salado de Akrotiri; en griego: Αλυκή Λεμεσού) es el cuerpo de agua interior más grande en la isla de Chipre.
Se encuentra al sureste de la gran ciudad de Limasol y mide 10,65 km². Su punto más bajo está a 2,7 metros por debajo del nivel del mar y en su punto más profundo alcanza una profundidad en el agua de aproximadamente un metro. Los geólogos tienen la hipótesis de que el lago se formó con la gradual unión de un islote frente a la costa sur de Chipre.
El lago en sí es considerado como uno de los humedales más importantes de la región oriental del Mediterráneo.